# クラブ (ジャグリング)

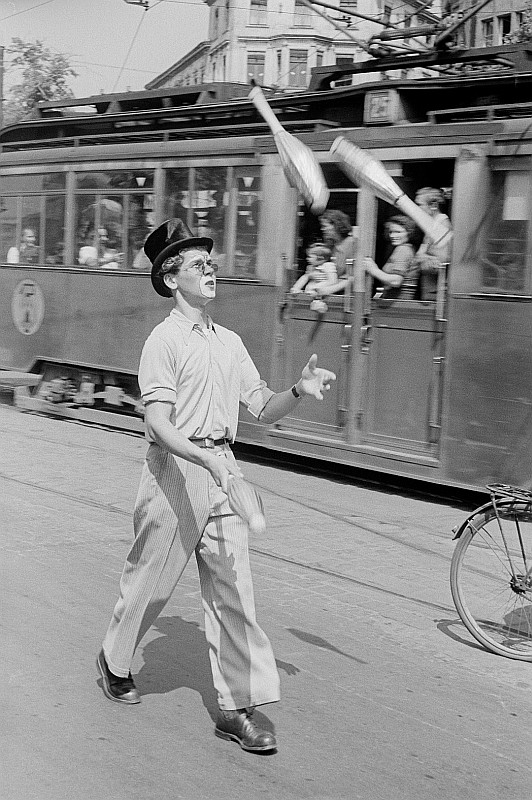
クラブによるジャグリング

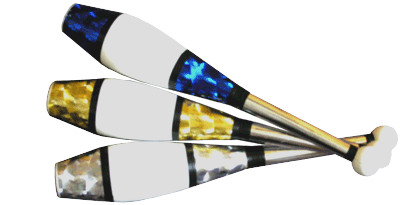
ジャグリングのクラブ

クラブは、ジャグリングの道具の一。ボウリングのピンのような形をしている。
ボールのように投げて使うが、回転（イングリッシュ）をつけて投げる技術が必要である。回転の向きや回転数を変えることで、クラブ独特の技が生まれた。ポイやメテオのように振り回す「クラブ・スウィンギング」や、あごや腕などでバランスを保つバランス技に使われることもある。

## クラブジャグリングの競技・ゲーム
ナンバーズ
ジャグリングする道具の数を競う競技。
エンデュランス
ジャグリングし続けることのできる時間を競う競技。
コンバット
グラディエイターとも呼ばれる。複数人で同時にクラブのカスケードを行い、最後まで続けた者の勝ちとなる。ただし、相手を妨害することが許されている。
冠落とし
複数人で同時にクラブを三本組んでそれぞれの頭の上にのせ、最後まで落とさなかった者の勝ちとなる。相手を妨害することもできるが、その際に自分もクラブを落としてしまうことが多い。
クラブホールディング
一定の間隔で投げ渡されるクラブを、何本まで持つことができるかを競う競技。一本でも保持しているクラブが落ちたら終了。
ロングディスタンスパッシング
二人組でクラブパッシングを行う際の、二人の間の距離の長さを競う競技。
ジョグリング
ジャグリングをしながら走る競技。